# Lost to the Living
Lost to the Living è un album studio del gruppo musicale death metal Daylight Dies, pubblicato nel 2008.

## Tracce
1. Cathedral – 7:14
2. A Portrait in White – 5:02
3. A Subtle Violence – 5:40
4. And a Slow Surrender – 3:27
5. At a Loss – 6:26
6. Woke Up Lost – 5:23
7. Descending – 5:20
8. Last Alone – 4:59
9. The Morning Light – 7:57

## Formazione
- Nathan Ellis - voce
- Barre Gambling - chitarra
- Charley Shackelford - chitarra
- Egan O'Rourke - basso, seconda voce
- Jesse Haff - batteria
- Egan O'Rourke - ingegnere del suono
- Jens Bogren - missaggio, masterizzazione
- Travis Smith - layout